# Albert d'Abellars
Albert o Asbert d'Abellars fou abat del monestir Sant Quirze de Colera entre 1441 i 1443. Sembla que es tracta de la mateixa persona que el 1423 era abat del monestir de Sant Llorenç del Mont, a l'actual terme d'Albanyà.